# Mont D'Urville
Le mont D'Urville est l'un des points les plus élevés de l'île Auckland, qui partie des îles éloignées de Nouvelle-Zélande.
Il porte le nom de l'explorateur français Jules Dumont d'Urville. Il s'élève à une altitude de 630 m et se situe au sud-est de l'île, surplombant l'embouchure de Port Carnley. Le point culminant de l'île Adams, le mont Dick (en), est visible depuis le sommet, à 12 kilomètres au sud-ouest.